# Shūji Nakamura
Shūji Nakamura (jap. 中村 修二 Nakamura Shūji; ur. 22 maja 1954 w prefekturze Ehime) – japoński fizyk, laureat Nagrody Nobla w dziedzinie fizyki w 2014 roku.

## Życiorys
Od 1999 roku jest profesorem inżynierii na University of California w Santa Barbara w USA. Jest pionierem w zakresie badań nad technologią półprzewodników wytwarzających światło w tym między innymi LED. Miał wkład między innymi do stworzenia pierwszego niebieskiego lasera używanego w urządzeniach Blu-ray i HD DVD. Za swoją pracę został nagrodzony między innymi: Nagrodą Asahi za 2000 rok, Carl Zeiss Research Award w 2000 roku i Takeda Award 2002 roku. W 2007 roku otrzymał Nagrodę im. prof. Jana Czochralskiego przyznaną mu przez European Materials Research Society i z tej okazji gościł w Polsce.
W 2014 roku otrzymał wspólnie z Isamu Akasakim i Hiroshi Amano – Nagrodę Nobla w dziedzinie fizyki za wynalezienie wydajnej diody emitującej niebieskie światło. W 2017 r. został wybrany na członka zagranicznego PAN (Wydział IV Nauk Technicznych).
Jest autorem lub współautorem ponad 500 artykułów naukowych, posiada ponad 500 patentów.